# Wipeout (sorozat)
A Wipeout egy versenyzős videójátéksorozat melyben a játékosnak egy futurisztikus antigravitációs versenyjárművet kell irányítania. A játékot eredetileg a Psygnosis fejlesztette ki a PlayStation játékkonzolra, de megjelent Sega Saturn, DOS, Amiga, Nintendo 64, PlayStation 2 és PlayStation Portable rendszerek alatt is. Mikor a Sony felvásárolta a Psygnosist (2001), ezzel együtt a játék jogait is birtokba vette.

## A sorozat jellemzői
A megszokott autós versenyzős játékokkal ellentétben a Wipeoutban a játékosnak egy, a talaj felett lebegő antigravitációs gépet kell irányítania. A versenypályákon kihelyezett pontokon felvehető fegyverekkel és kiegészítőkkel támadhatja a többi versenyzőt vagy éppen védekezhet a támadásokkal szemben.
A Wipeout a 3D-s grafika mellett jellemzően a gyors játékmenetre a futurisztikus megjelenésre és elektronikus zenére épít.
A sorozat első darabjának megjelenése nagyjából egybeesett a PlayStation konzol megjelenésével, és sikeressége miatt hozzájárul annak elterjedéséhez.

## A sorozat tagjai
| Megjelenés Éve | Cím                      | Platform                                                          | Megjegyzés                                                          | Liga                 |
| -------------- | ------------------------ | ----------------------------------------------------------------- | ------------------------------------------------------------------- | -------------------- |
| 1995           | Wipeout                  | PlayStation, Sega Saturn, DOS CD-ROM                              | —                                                                   | 2052 (F3600 AG)      |
| 1996           | Wipeout 2097 / XL        | PlayStation, Sega Saturn, Microsoft Windows CD-ROM, Mac OS, Amiga | —                                                                   | 2097 (F5000 AG)      |
| 1998           | Wipeout 64               | Nintendo 64                                                       | —                                                                   | 2098 (F5000 AG)      |
| 1999           | Wipeout 3                | PlayStation                                                       | Wipeout 3: Special Edition európai kiadás 2000-ben adták ki.        | 2116 (F7200 AG)      |
| 2002           | Wipeout Fusion           | PlayStation 2                                                     | —                                                                   | 2160 (F9000 AG)      |
| 2005           | Wipeout Pure             | PlayStation Portable                                              | —                                                                   | 2197 (FX300 AG)      |
| 2007           | Wipeout Pulse            | PlayStation Portable, PlayStation 2                               | —                                                                   | 2207 (FX400 AG)      |
| 2008           | Wipeout HD               | PlayStation 3                                                     | Kiegészítője, Wipeout HD Fury, megjelenés éve 2009                  | 2206 (FX350 AG)      |
| 2012           | Wipeout 2048             | PlayStation Vita                                                  | —                                                                   | 2048-2050 (A.G.R.C.) |
| 2017           | Wipeout Omega Collection | PlayStation 4                                                     | A Wipeout HD, a Wipeout HD Fury és a Wipeout 2048 egy gyűjteményben | 2206, 2048-2050      |